# Statues-menhirs des Ouvradous
Les statues-menhirs des Ouvradous, appelées aussi statues-menhirs des Ouradous, sont trois statues-menhirs appartenant au groupe rouergat découvertes à Saint-Salvi-de-Carcavès, dans le département du Tarn en France.

## Protection
Deux des trois statues-menhirs sont inscrites monuments historiques au titre d'objet depuis le 30 octobre 2019,.

## Statue-menhir n°1
Elle a été découverte en 1930 par M. Calvet sur le Puech du Roucan. La pierre a été réutilisée comme pierre de seuil dans une bergerie où elle a été remarquée par les abbés Rolland et Bessou. Elle a été authentifiée par Jean Lautier en 1977. Elle a été sculptée sur une dalle de grès permien dont le site d'extraction le plus proche est situé à 8 km environ. Elle mesure 0,99 m de hauteur sur 0,50 m de largeur et 0,22 m d'épaisseur.
La statue est complète mais la face antérieure a été arasée par son utilisation ultérieure. C'est une statue masculine. Une partie du tour du visage, le bras droit sans la main, la jambe et le pied gauche et la jambe droite sont encore discernables côté face ; au dos, les crochets-omoplates sont visibles. Le personnage porte une ceinture, un vêtement à plis (côté postérieur) et un baudrier,.

## Statue-menhir n°2
Elle a été gravée sur une dalle de schiste d'origine locale. Elle mesure 1,90 m de hauteur sur 0,90 m de largeur et 0,19 m d'épaisseur. La statue est entière mais son décor est complètement effacé, seule la ceinture est encore visible.

## Statue-menhir n°3
Comme les deux autres statues-menhirs des Ouvradous et comme celle des Combarels, elle a été extraite du Puech du Roucan. Elle a alors été remployée comme pierre à bâtir pour construire un mur. En 2007, le souvenir de cette pierre rouge dans le mur a incité C. Calvet, le propriétaire, à le démonter. Pour découvrir qu'il s'agissait effectivement d'un fragment de statue-menhir. C'est le fragment inférieur d'une statue-menhir plus grande gravée sur une dalle de grès permien rouge. Le fragment mesure 0,76 m de hauteur sur 0,49 m de largeur et 0,18 m d'épaisseur. Les jambes disjointes et les pieds sont les seuls caractères anthropomorphes visibles. Le personnage porte une ceinture avec une boucle rectangulaire. 